# Monte Iulio
Il monte Iulio (o monte Giulio) è un rilievo montuoso alto 623 metri situato tra i comuni di Siano e Campomanfoli, antichissimo casale di Castel San Giorgio, in provincia di Salerno. Da atti di vari archivi risulta che anche nel 1700 veniva chiamato in questo modo. Esso è anche denominato Poggio Coviglia.
Secondo la tradizione il nome deriverebbe da Giulio Cesare che assegnò il monte ai legionari della colonia romana, per utilizzarlo soprattutto  come fonte di approvvigionamento di legna. Una strada di Castel San Giorgio è ancora oggi chiamata Via degli Iuliani poiché veniva utilizzata dai legionari Iulii per recarsi, appunto, nel territorio della colonia.
Ai piedi del Monte Iulio (zona Baresano, oggi Valesana) gli elefanti di Annibale sostarono durante la distruzione di Nuceria Alfaterna durante la seconda guerra punica.
In virtù della sua privilegiata esposizione a mezzogiorno, le falde della montagna sono popolate da piccoli appezzamenti agricoli tipicamente a conduzione familiare. Tra gli ortaggi coltivati vi sono  finocchi, cavolfiori, broccoli, pomodori, carciofi, scarole, peperoni, fagioli, melanzane, lattuga, patate, cipolle e agli.

## Galleria d'immagini

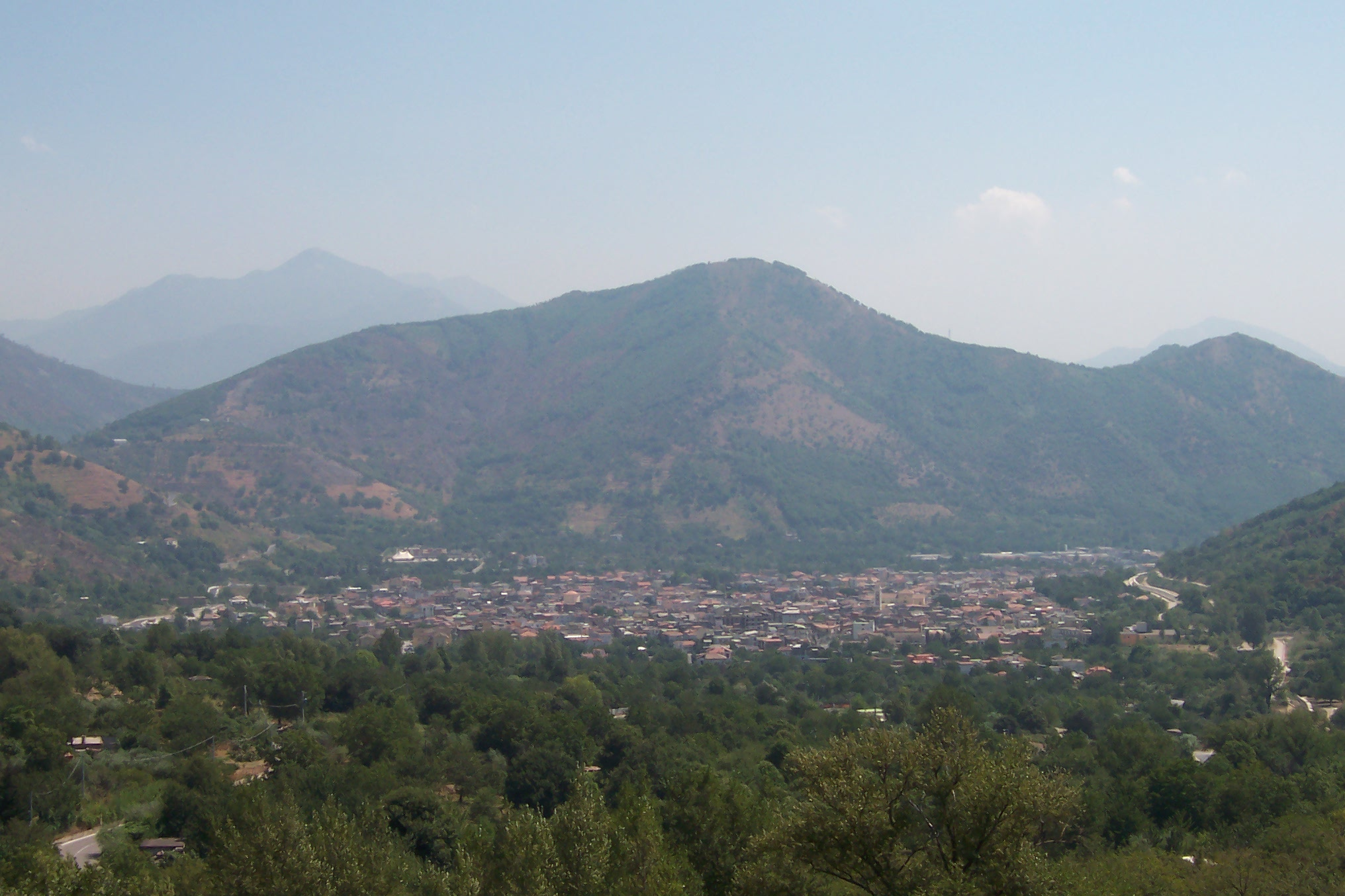
Monte Iulio ripreso da La Cappella di Siano (SA) (2007)
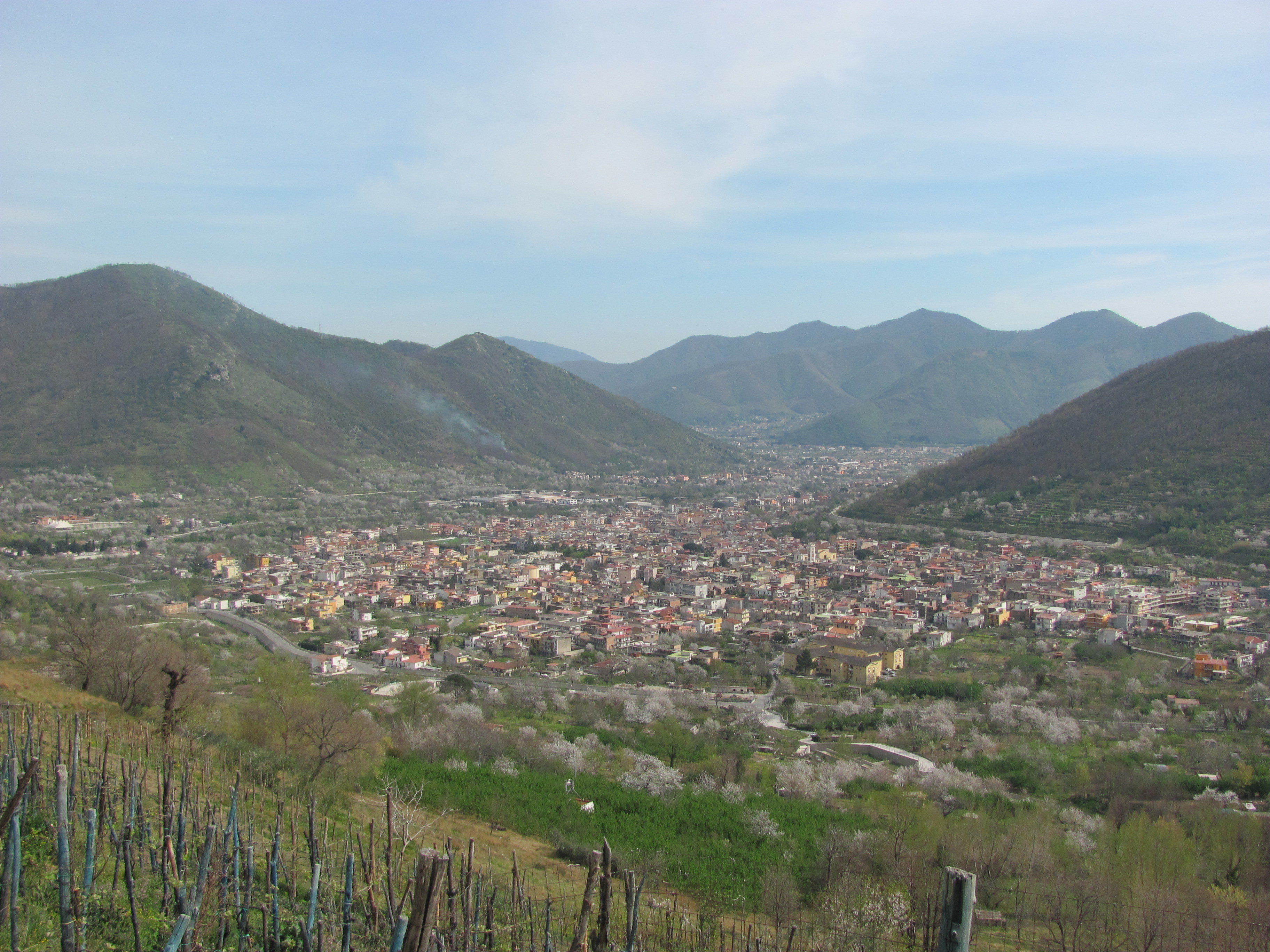
Monte Iulio ed ingresso della Valle dell'Orco, vista dalla Strada Provinciale 7 sul monte Le Porche (2012)
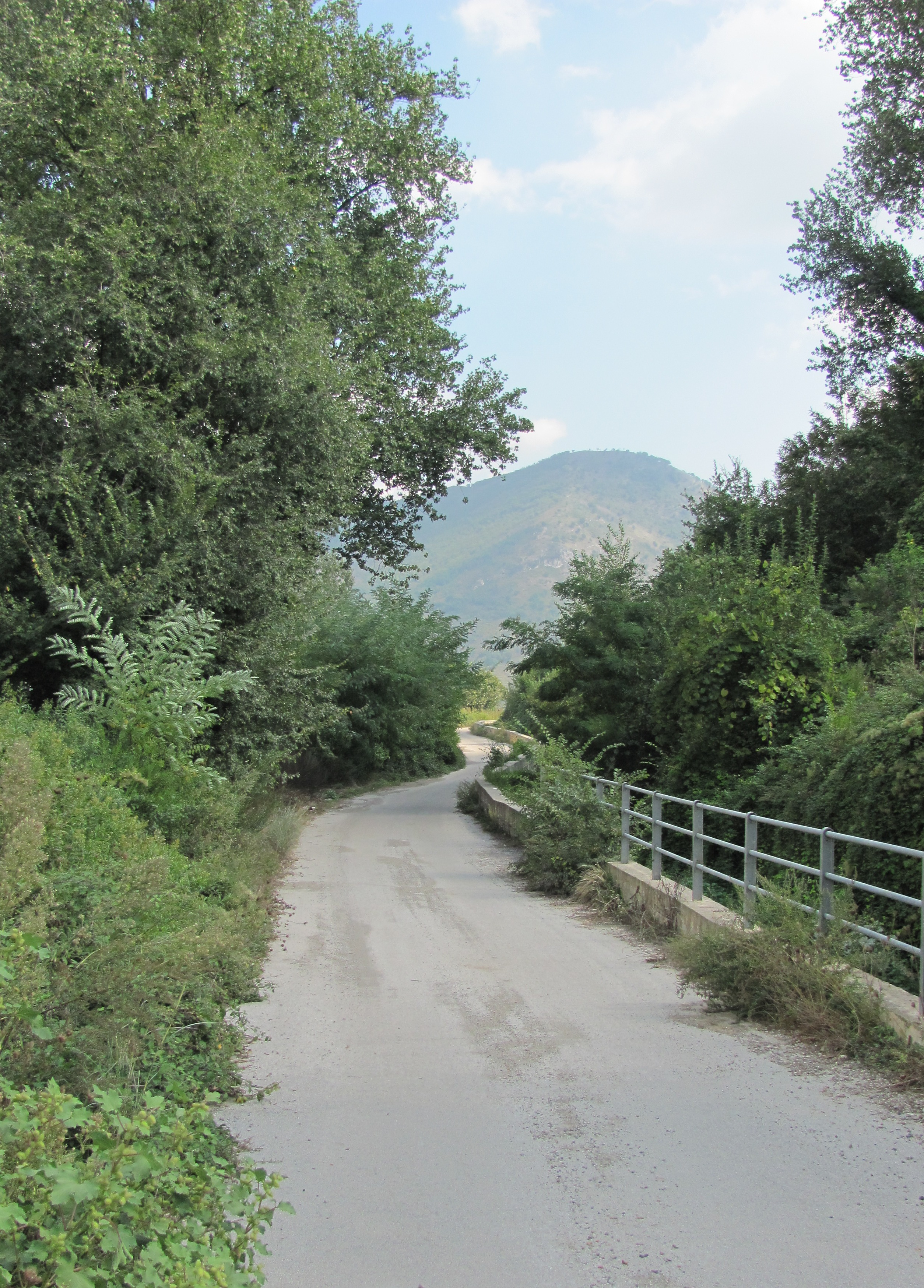
Scorcio su via campestre di Siano con monte Iulio sullo sfondo (2013)